# ساموئل بایون
ساموئل بایون (انگلیسی: Samuel Bayón؛ زادهٔ ۱۵ مارس ۱۹۸۳) بازیکن فوتبال اهل اسپانیا است.
از باشگاه‌هایی که در آن بازی کرده‌است می‌توان به باشگاه فوتبال دپورتیوو آلاوس اشاره کرد.